# Georgs Andrejevs
Georgs Andrejevs (n. 30 octombrie 1932, Tukums⁠(d), Tukums county⁠(d), Letonia – d. 17 iulie 2022, Riga, Letonia) a fost un om politic leton, membru al Parlamentului European în perioada 2004-2009 din partea Letoniei.